# Tobis de Acayucan
Los Tobis de Acayucan es un equipo de béisbol que compite en la Liga Invernal Veracruzana con sede en Acayucan, Veracruz, México; y Oluta, Veracruz, México.

## Historia

### Inicios
Los Tobis debutan en la Liga Invernal Veracruzana en la temporada 2006-2007. Aunque también han participado en la Liga Olmeca Profesional, en donde en la Temporada XIII de Béisbol 2007 disputaron la Serie Final en contra los Dragones Rojos de Coatzacoalcos, ante los cuales cayeron derrotados.
Su presidenta es la Lic. Fabiola Vázquez Saut, y juegan en el Campo La Arrocera el cual tiene una capacidad para 3,000 espectadores.

### Actualidad
En la actualidad los Tobis participan en la Liga Veracruzana Estatal de Béisbol.

## Jugadores

### Roster actual
Actualizado al 3 de enero de 2016.
"Temporada 2015-2016"
| Lanzadores: - # Jasiel Acosta - # Hory Daniel Sánchez - # Jorge Ibarra - # Manny Corpas - # Joe Luis Pérez - # Donnet Zamudio - # Jorge Flores - # Hugo Castellanos - # Juan Grijalva - # Jacinto García - # Raúl Enrique Barrón - # Alberto Higuera - # Tony Córdova - # Mario González - # Rafael Aguilar Receptores: - # Daniel Sánchez - # Eduardo Santos |  | Jugadores de Cuadro: - # Pedro Díaz - # José Castañeda - # Julio Mora Montero - # Adán Velázquez - # Joan Carlos Pedroso - # Rufino Candelario - # Yadil Mujica Jardineros: - # Daniel Núñez - # Sergio Pérez - # Yadir Drake Mánager: # José Ángel Chávez |